# ドミニク・ラピエール
ドミニク・ラピエール（フランス語:Dominique Lapierre、1931年7月30日 - 2022年12月4日）は、フランスのジャーナリスト、ノンフィクション作家。

## 略歴
「パリ・マッチ」誌の特派員としてヨーロッパ、アメリカ、アジアで活躍。
ラリー・コリンズとともに著した『パリは燃えているか?』をはじめ優れたドキュメンタリー作品を多数出版。
熱心な慈善家としても知られ、1981年にはインドに子供のための人道支援団体を設立、スラム街のハンセン病患者の救済にも尽力した。
『パリは燃えているか?』は1966年に映画化された。
2022年12月4日、死去。

## 著作（日本語訳）
- 『パリは燃えているか?』（ラリー・コリンズ共著、志摩隆訳）、早川書房、ハヤカワ・ノンフィクション 1966、新版2005
  - 各 上・下で、ハヤカワ文庫 1977、改版2016、単行新装版 Hayakawa nonfiction masterpieces
- 『おおエルサレム!：アラブ・イスラエル紛争の源流』（ラリー・コリンズ共著、村松剛訳）
  - 各 上・下で、早川書房、ハヤカワ・ノンフィクション 1974、ハヤカワ文庫 1980／新版・KADOKAWA 2024
- 『今夜、自由を：インド・パキスタンの独立』（ラリー・コリンズ共著、杉辺利英訳）、早川書房 上下、ハヤカワ・ノンフィクション 1977
- 『第五の騎手』（ラリー・コリンズ共著、三輪秀彦訳）、早川書房、Hayakawa novels 1980、ハヤカワ文庫 上下 1983
- 『さもなくば喪服を』（ラリー・コリンズ共著、志摩隆訳）、早川書房、ハヤカワ文庫NF 1981
  - 新版『さもなくば喪服を : 闘牛士エル・コルドベスの肖像』早川書房 nonfiction masterpieces 2005
- 『歓喜の街カルカッタ』（長谷泰訳）、河出書房新社 上下 1987
- 『愛より気高く : エイズと闘う人々』（中島みち訳）、飛鳥新社 1993
- 『ボーパール午前零時五分』（ハビエル・モロ共著、長谷泰訳）、河出書房新社 上下 2002